# Гутанув
Гутанув (пол. Gutanów) — село в Польщі, у гміні Гарбув Люблінського повіту Люблінського воєводства.
Населення — 481 особа (2011).

## Демографія
Демографічна структура станом на 31 березня 2011 року:
|          | Загалом | Допрацездатний вік | Працездатний вік | Постпрацездатний вік |
| -------- | ------- | ------------------ | ---------------- | -------------------- |
| Чоловіки | 236     | 46                 | 163              | 27                   |
| Жінки    | 245     | 42                 | 135              | 68                   |
| Разом    | 481     | 88                 | 298              | 95                   |